# Roverella di via Lorenzo Perosi
La roverella di via Lorenzo Perosi è un albero monumentale situato nella parte alta della città di Assisi, appena fuori le mura urbiche. Da Porta Cappuccini (XIV sec.), già Porta di Sant'Antonio, si raggiunge imboccando la vecchia strada per l'Eremo delle Carceri (Via Lorenzo Perosi), compresa tra via Eremo delle Carceri e viale Giovanni XXIII, costeggiata da una serie di roverelle di grandi dimensioni. 
Qualche metro dopo, si incontra l’albero monumentale, collocato all’interno di un orto privato posto all’intersezione tra la prosecuzione di via Lorenzo Perosi e una strada sterrata che conduce ad un abbeveratoio (XIII sec.), detto Fontemaggio, e all’Eremo.

## Descrizione
Il sito in cui vegeta è a 475 m sul livello del mare, il tronco ha una circonferenza di 4,80 m, l’altezza è di 21,0 m e la chioma ha un diametro di 30,0 m. La Regione Umbria lo ha inserito nell'Elenco degli alberi di rilevante e peculiare interesse della regione Umbria, con conseguente registrazione da parte del Ministero delle Politiche Agricole Alimentari e Forestali nell’Elenco degli alberi monumentali d'Italia per la rilevanza dell’età e della dimensione.
La pianta si trova in una zona che costituisce il punto di congiunzione tra la città murata, cioè la città storica, e la montagna, il Monte Subasio. Assumendo Porta Cappuccini come fulcro di accesso al Parco del Monte Subasio, - sebbene l’area protetta sia molto più ampia, tanto da comprendere anche la stessa città di Assisi -, a sinistra un sentiero costeggiato da filari di cipressi, che si sviluppa lungo un tratto delle mura medievali, arriva fino alla trecentesca Rocca Minore, detta anche Rocchicciola o Cassero di Sant’Antonio e San Giacomo, nome della confraternita la cui sede era situata nelle vicinanze della Porta. Rientrando invece verso Assisi, in viale Umberto I, si trova il Parco Regina Margherita, una vasta area verde realizzata nell’Ottocento e chiamata fin da allora Pincio, in onore del più noto parco romano. È costituito principalmente da lecci, la pianta che popolava l’antica Selva dei Cappuccini, parte naturale della vegetazione del Monte Subasio.